# Ochrosperma adpressum
Ochrosperma adpressum är en myrtenväxtart som beskrevs av Anthony R. Bean. Ochrosperma adpressum ingår i släktet Ochrosperma och familjen myrtenväxter. Inga underarter finns listade i Catalogue of Life.